# Parque nacional de Helvetinjärvi
El Parque nacional de Helvetinjärvi (finlandés: Helvetinjärven kansallispuisto, literalmente "parque nacional del Lago del Infierno") es un parque nacional en la región de Pirkanmaa en Finlandia. Se encuentra en el municipio de Ruovesi y tiene una superficie de 49,8 km². El parque fue fundado en 1982 y está gestionado por Metsähallitus.

## Características
El parque representa los bosques salvajes de la región histórica de Tavastia, cuya parte norte estuvo mucho tiempo deshabitada. El área incluye gargantas profundas y un paisaje escarpado formado por fallas que atraviesan el lecho rocoso. La atracción más impresionante es la garganta de Helvetinkolu, a lo largo de la cual se encuentran los lagos Kovero, Luomajärvi, Iso Helvetinjärvi, Pikku Helvetinjärvi y Helvetinjärvi. En su punto más alto, la línea de falla alcanza los 180-210 m de altura.
El bosque en torno a los lagos tiene la apariencia de ser primario, ya que los árboles más grandes están bordeados por el liquen Lobaria pulmonaria. De los árboles cuelgan musgos del género Usnea spp. y líquenes del género Bryoria spp. y Alcetoria spp. Entre las especies animales destacan la ardilla voladora siberiana, el pico tridáctilo y el papamoscas papirrojo.